# Tour della nazionale maschile di rugby a 15 della Romania 1979
Nel periodo che va sino al 1989, con la caduta del regime comunista, nel rugby a15, rivestiva un importante posizione, la nazionale Romena, unica squadra in grado in europea di mettere in difficoltà la Francia nelle competizioni continentali organizzate dalla FIRA.
Nel 1979, venne invitata per un tour in Galles. Erano previsti, match contro alcune selezioni o club gallesi e un test contro la Nazionale Gallese.
In quest'ultimo match la vittoria gallese fu assai sofferta.

## Risultati
| Ebbw Vale 22 settembre 1979 | Ebbw Vale | 0 – 12 | Romania XV |  |

| Pontypridd 26 settembre 1979 | Pontypridd | 3 – 9 | Romania XV |  |

| Colwyn Bay 29 settembre 1979 | North Wales | 15 – 38 | Romania XV |  |

| Llanelli 2 ottobre 1979 | West Wales | 11 – 15 | Romania XV | Stradey Park |

| Cardiff 6 ottobre 1979 | Galles XV | 13 – 12 | Romania | National Stadium |